# Sokoroni
Sokoroni est une localité située dans le département de Koloko de la province du Kénédougou dans la région des Hauts-Bassins au Burkina Faso.

## Géographie
Sokoroni est située à 9 km de Koloko et à 11 km de la frontière malienne sur la route menant à Sikasso.

## Santé et éducation
Sokoroni accueille un centre de santé et de promotion sociale (CSPS) tandis que le centre médical avec antenne chirurgicale (CMA) le plus proche se trouve à Orodara et que le centre hospitalier régional (CHR) est le CHU Souro-Sanon de Bobo-Dioulasso.
Le village possède deux écoles primaires publiques (A et B).